# Fabio Scherer
Fabio Scherer (né le 13 juin 1999 à Engelberg en Suisse) est un pilote de course automobile suisse qui participe actuellement à des épreuves d'endurance aux mains de Sport-prototype dans le Championnat du monde d'endurance dont les 24 Heures du Mans,.

## Biographie

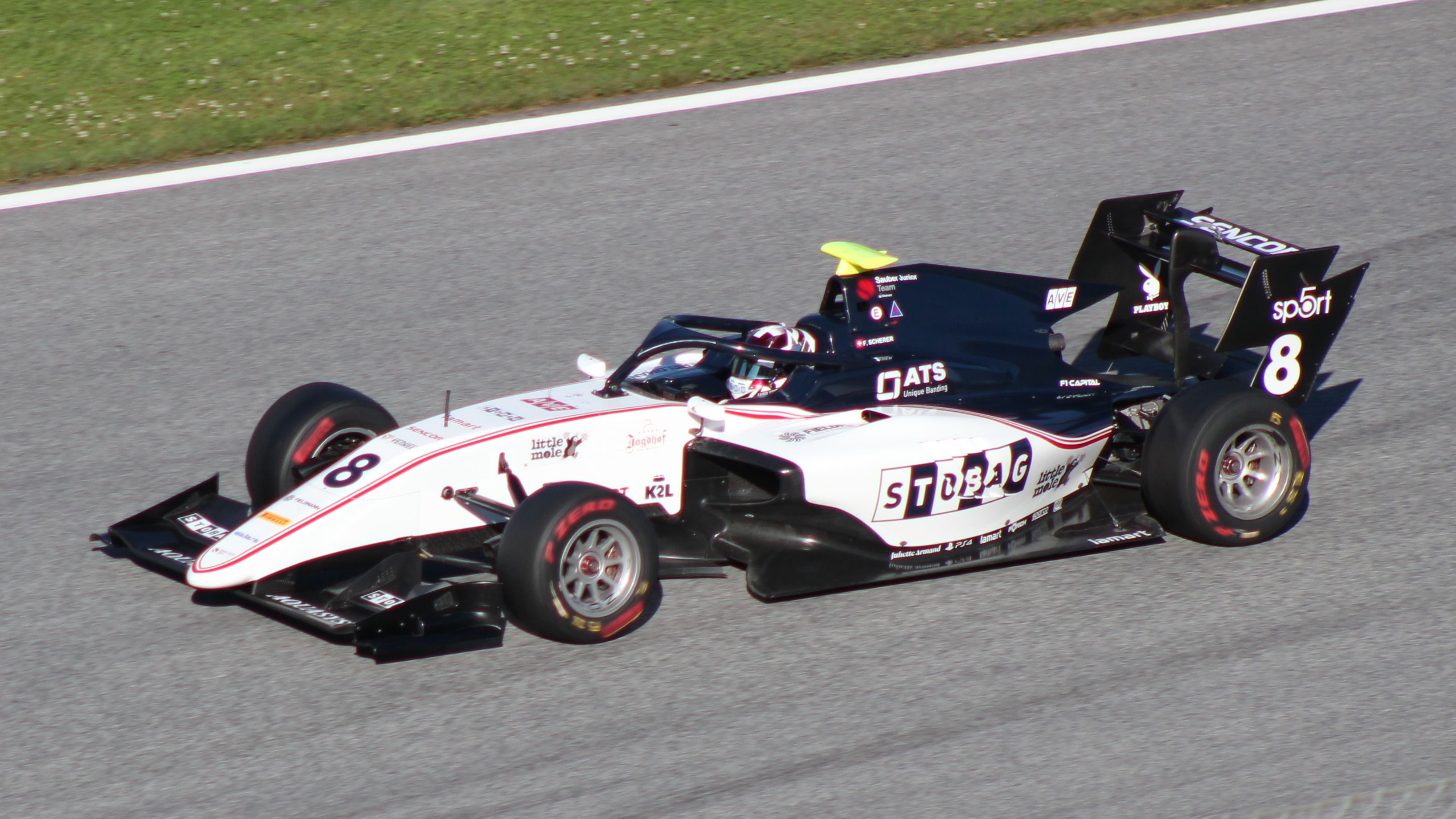
Fabio Scherer en Formule 3 FIA en 2019 sur le Red Bull Ring.

Scherer a commencé sa carrière de pilote en karting en 2009 et a principalement participé aux championnats suisses. En 2014, il devient champion national dans la catégorie KF3. En 2015, sa dernière saison en kart, il fait la transition vers le championnat d'Europe. En 2016, Scherer passe à la monoplace, en faisant ses débuts en Formule 4 ADAC avec l'équipe Jenzer Motorsport. Il connaît une bonne première saison, avec une victoire surprenante sur le Lausitzring étant le point culminant. En plus de cette victoire, il n'obtient qu'un point au championnat et termine ainsi dix-septième du classement avec 26 points. Il a également piloté pour Jenzer lors des trois premiers week-ends de course du championnat italien de Formule 4, au cours desquels la neuvième place à l'Adria International Raceway était sa meilleure qualification.

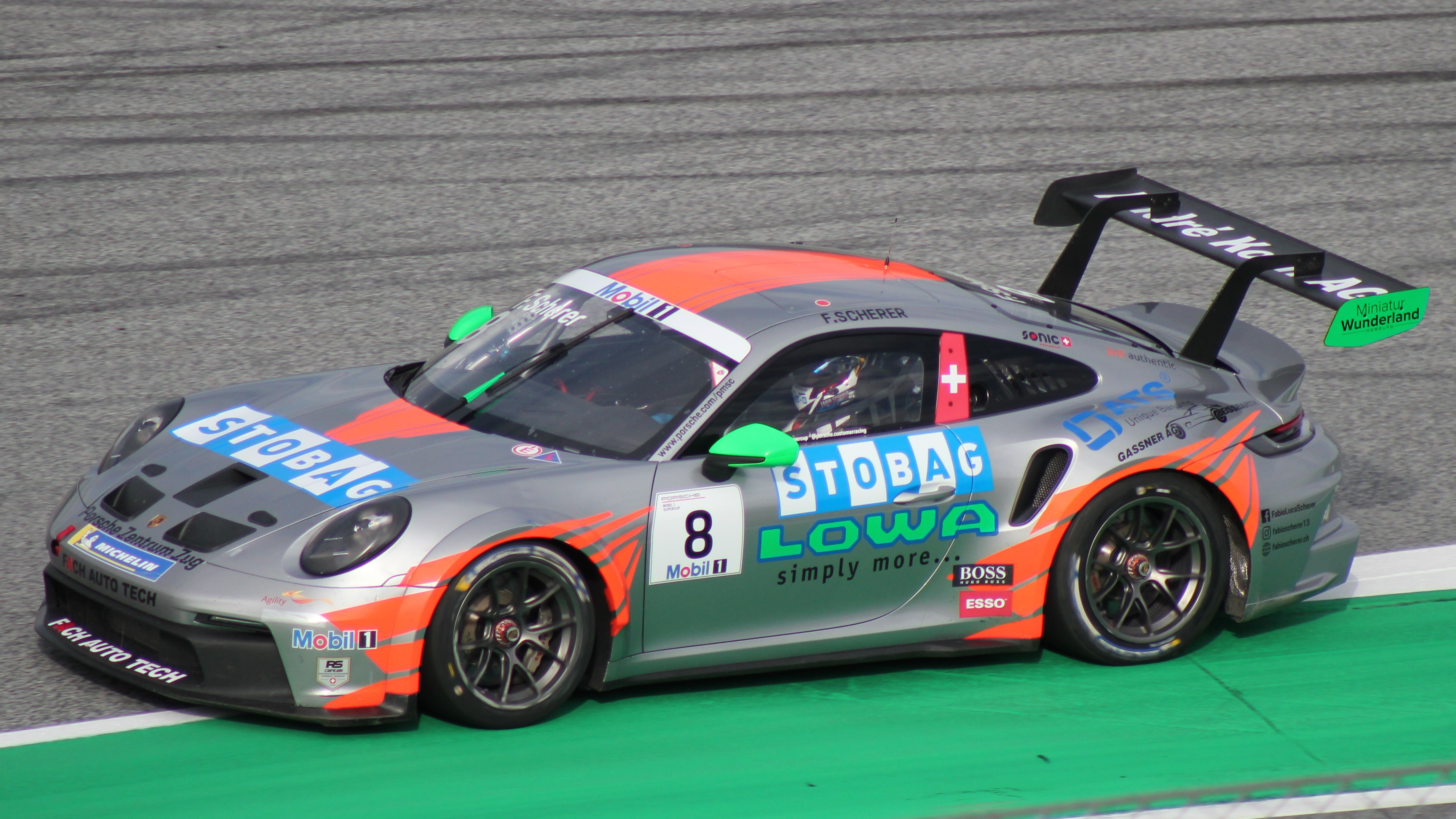
Fabio Scherer en Porsche Supercup en 2021 sur le Red Bull Ring.

En 2017, Scherer a débuté la saison dans le championnat des Émirats arabes unis de Formule 4, au cours duquel il participe aux deux derniers week-ends de course sur le circuit de Yas Marina pour l'équipe Rasgaira Motorsports. Il remporte la dernière course du premier week-end de course et termine huitième au classement final avec 84 points. Il retourne ensuite en Formule 4 ADAC, où il rejoint l'équipe US Racing, l'équipe de l'ancien pilote de Formule 1 Ralf Schumacher. Il remporte une course au Sachsenring et se classe cinquième du championnat avec 154,5 points. En 2018, Scherer fait ses débuts en championnat d'Europe de Formule 3, dans lequel il courta joué pour l'équipe Motopark. Lors du premier week-end de course sur le Circuit de Pau-Ville, il a immédiatement pris la quatrième place de la course. Plus tard dans la saison, il atteint sa première place sur le podium à Spa-Francorchamps dans une course avec une deuxième position derrière Daniel Ticktum, et le week-end de course suivant à Silverstone, il réalise sa première pole position. Ses résultats pour le reste de la saison sont cependant mitigés et avec 64 points, il termine finalement quatorzième du classement. 
L'année suivante, il intègre le nouveau championnat de Formule 3 FIA en signant chez Sauber Junior Team by Charouz aux côtés de Raoul Hyman et de Lirim Zendeli. Il marque ses premiers points lors de la deuxième course de Silverstone. Il réalise son meilleur week-end à Monza où il termine dans les points lors des deux courses avec une septième place pour meilleur résultat. il reclasse dix-septième du championnat avec 7 points. Déçu de cette expérience, il abandonne la monoplace à l'issue de la saison.

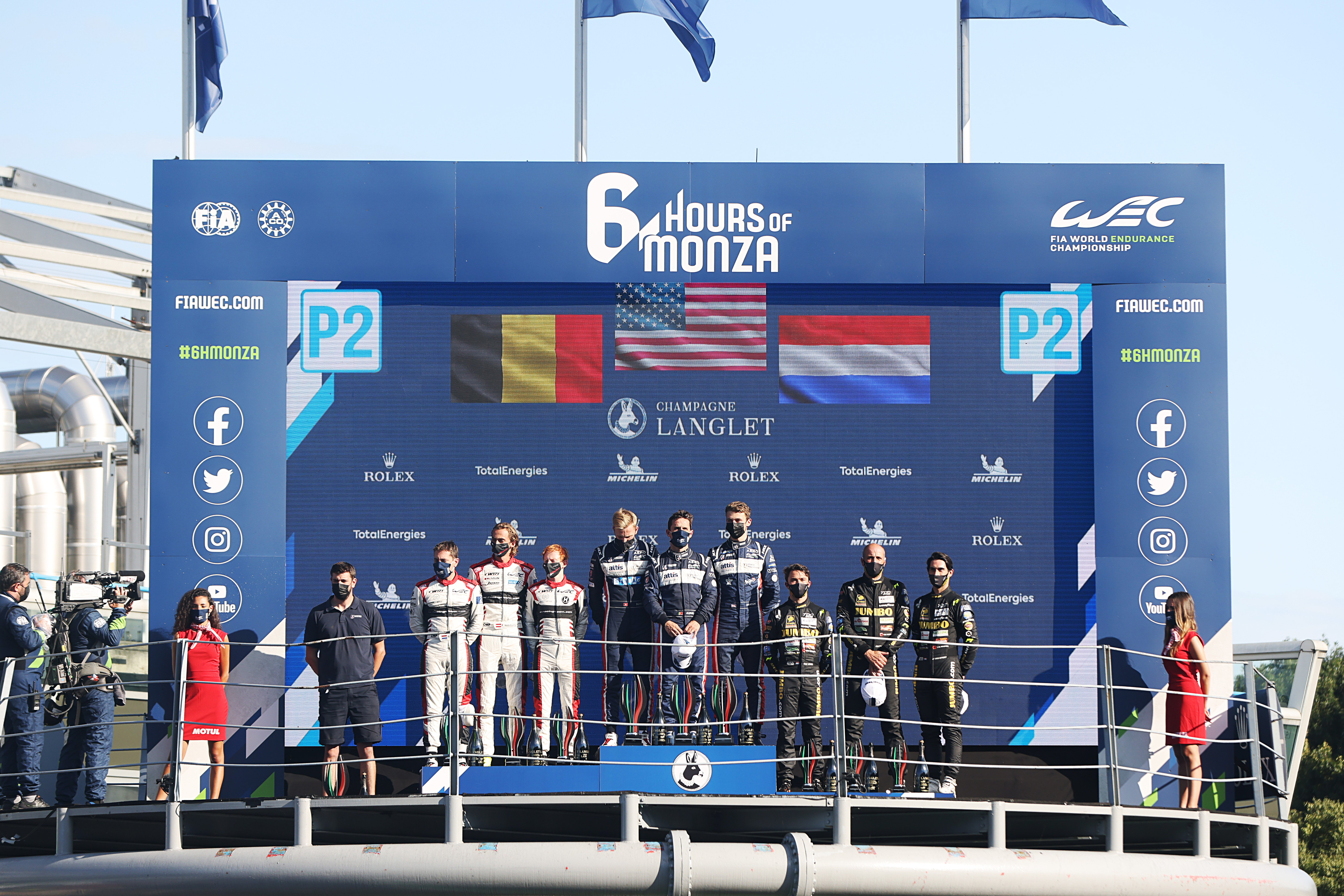
Fabio Scherer sur la plus haute marche du podium lors des 6 Heures de Monza 2021

En 2021, après une saison dans le championnat Deutsche Tourenwagen Masters au sein de l'écurie belge Audi Sport Team WRT, Fabio Scherer s'est engagée dans le Championnat du monde d'endurance en LMP2 avec l'écurie anglo-américaine United Autosports championne en titre,. Il a ainsi épaulé les expérimentés Filipe Albuquerque et Philip Hanson dans la conquête d'un nouveau titre. La saison a commencé sous les meilleures augures avec une belle première place lors des 6 Heures de Spa-Francorchamps. Malheureusement, suite à suite un test positif au Covid 19, il a dû déclarer forfait pour la seconde épreuve de la saison. À son retour au volant, pour les 6 Heures de Monza, il a de nouveau marché sur la plus haute marche du podium. La suite de la saison fût malheureusement moins bonne et il finira le championnat en 5e position avec 84 points. Lors cette même saison, il a également participé à 7 épreuve de la Porsche Supercup en tant que pilote invité pour l'écurie Fach Auto Racing.

## Carrière

### Résultats en sport automobile
| Saison    | Championnat                          | Écurie                        | Courses | Victoires | Pole positions | Meilleurs tours | Podiums | Points | Classement |
| --------- | ------------------------------------ | ----------------------------- | ------- | --------- | -------------- | --------------- | ------- | ------ | ---------- |
| 2016      | Championnat d'Allemagne de Formule 4 | Jenzer Motorsport             | 24      | 1         | 0              | 0               | 1       | 26     | 17e        |
| 2016      | Championnat d'Italie de Formule 4    | Jenzer Motorsport             | 9       | 0         | 0              | 0               | 0       | 3      | 29e        |
| 2016–2017 | Formule 4 Émirats arabes unis        | Rasgaira Motorsports          | 8       | 1         | 0              | 0               | 2       | 83     | 8e         |
| 2017      | Championnat d'Allemagne de Formule 4 | US Racing                     | 21      | 1         | 0              | 3               | 6       | 154,5  | 5e         |
| 2018      | Championnat d'Europe de Formule 3    | Motopark                      | 30      | 0         | 1              | 2               | 1       | 64     | 14e        |
| 2019      | Formule 3                            | Sauber Junior Team by Charouz | 16      | 0         | 0              | 0               | 0       | 7      | 17e        |
| 2020      | Deutsche Tourenwagen Masters         | Audi Sport Team WRT           | 18      | 0         | 0              | 1               | 0       | 20     | 16e        |
| 2021      | Championnat du monde d'Endurance     | United Autosports             | 5       | 2         | 2              | 0               | 2       | 84     | 5e         |
| 2021      | Porsche Supercup                     | Fach Auto Racing              | 7       | 0         | 0              | 0               | 0       | 0†     | N.C        |
| 2022      | European Le Mans Series              | Inter Europol Competition     | 6       | 0         | 0              | 0               | 1       | 32     | 10e        |

† Scherer étant un pilote invité, il était inéligible pour marquer des points.

## Palmarès

### Résultats aux24 Heures du Mans
| Année | Écurie                    | Copilotes                                  | Voiture  | Classe | Tours | Pos. | Class Pos. |
| ----- | ------------------------- | ------------------------------------------ | -------- | ------ | ----- | ---- | ---------- |
| 2021  | United Autosports USA     | Phil Hanson Filipe Albuquerque             | Oreca 07 | LMP2   | 328   | 40e  | 18e        |
| 2022  | Inter Europol Competition | Pietro Fittipaldi David Heinemeier Hansson | Oreca 07 | LMP2   | 364   | 18e  | 14e        |
| 2023  | Inter Europol Competition | Jakub Śmiechowski Albert Costa             | Oreca 07 | LMP2   | 328   | 9e   | 1er        |

### Résultats enChampionnat du monde d'endurance
| Année | Écurie                | Châssis  | Moteur                     | Classe | 1     | 2         | 3     | 4      | 5     | 6     | Position | Points |
| ----- | --------------------- | -------- | -------------------------- | ------ | ----- | --------- | ----- | ------ | ----- | ----- | -------- | ------ |
| 2021  | United Autosports USA | Oreca 07 | Gibson GK428 4,2 L V8 Atmo | LMP2   | SPA 1 | POR Forf. | MNZ 1 | LMS 10 | BHR 4 | BHR 4 | 5e       | 84     |

### Résultats enDeutsche Tourenwagen Masters
| Année | Écurie              | Châssis            | 1        | 2        | 3        | 4        | 5        | 6        | 7        | 8          | 9        | 10        | 11         | 12       | 13       | 14      | 15      | 16         | 17        | 18       | Position | Points |
| ----- | ------------------- | ------------------ | -------- | -------- | -------- | -------- | -------- | -------- | -------- | ---------- | -------- | --------- | ---------- | -------- | -------- | ------- | ------- | ---------- | --------- | -------- | -------- | ------ |
| 2020  | Audi Sport Team WRT | Audi RS5 Turbo DTM | SPA 1 12 | SPA 2 12 | LAU 1 14 | LAU 2 11 | LAU 1 13 | LAU 2 15 | ASS 1 15 | ASS 2 Abd. | NÜR 1 15 | NÜR 2 16† | NÜR 1 Abd. | NÜR 2 14 | ZOL 1 13 | ZOL 2 5 | ZOL 1 5 | ZOL 2 Abd. | HOC 1 13† | HOC 2 12 | 16e      | 20     |

† Scherer n'a pas terminé la course mais est classé pour avoir parcouru 90% de la distance totale de la course.

### Résultats enPorsche Supercup
| Année | Écurie           | 1   | 2      | 3      | 4      | 5      | 6      | 7      | 8      | Position | Points |
| ----- | ---------------- | --- | ------ | ------ | ------ | ------ | ------ | ------ | ------ | -------- | ------ |
| 2021  | Fach Auto Racing | MON | RBR 19 | RBR 11 | HUN 16 | SPA 22 | ZND 16 | MNZ 19 | MNZ 17 | NC†      | 0†     |

† Scherer était un pilote invité, il était inéligible pour marquer des points.